# 超ジェラス
「超ジェラス」（ちょうジェラス）は、マボロシのメジャー5枚目のシングル。発売元はキューンレコード。

## 概要
- マボロシ名義でのシングルは、2005年の廻シ蹴リ featuring MURO、DABO以来約2年半ぶりである。
- 初回仕様としてスペシャル・ステッカーが封入されている。
- 『ワルダクミ』に収録されていた「HARDCORE HIPHOP STAR」の続編がカップリングとして収録されている。

## 収録曲
1. 超ジェラス
Lyrics by Daisuke Sakama,Music by マボロシ
2. HARDCORE HIPHOP STAR pt2
Lyrics by Daisuke Sakama,Music by マボロシ
3. 超ジェラス（Instrumental)
4. HARDCORE HIPHOP STAR pt2（Instrumental）